# Egg Harbor City
Egg Harbor City és una població dels Estats Units a l'estat de Nova Jersey. Segons el cens del 2008 tenia 4.379 habitants.

## Demografia
Segons el cens del 2000, Egg Harbor City tenia 4.545 habitants, 1.658 habitatges, i 1.150 famílies. La densitat de població era de 158 habitants/km².
Dels 1.658 habitatges en un 34,2% hi vivien nens de menys de 18 anys, en un 43,7% hi vivien parelles casades, en un 20,3% dones solteres, i en un 30,6% no eren unitats familiars. En el 24,9% dels habitatges hi vivien persones soles el 10,8% de les quals corresponia a persones de 65 anys o més que vivien soles. El nombre mitjà de persones vivint en cada habitatge era de 2,7 i el nombre mitjà de persones que vivien en cada família era de 3,2.
Per edats la població es repartia de la següent manera: un 28,3% tenia menys de 18 anys, un 8,5% entre 18 i 24, un 29,7% entre 25 i 44, un 19,6% de 45 a 60 i un 13,9% 65 anys o més.
L'edat mediana era de 35 anys. Per cada 100 dones de 18 o més anys hi havia 88,9 homes.
La renda mediana per habitatge era de 32.956 $ i la renda mediana per família de 40.040 $. Els homes tenien una renda mediana de 27.978 $ mentre que les dones 23.560 $. La renda per capita de la població era de 15.151 $. Aproximadament l'11,7% de les famílies i el 13,1% de la població estaven per davall del llindar de pobresa.

## Poblacions més properes
El següent diagrama mostra les poblacions més properes.